# (202084) 2004 SE56
202084 (2004 SE56) là một tiểu hành tinh vành đai chính được phát hiện ngày 30 tháng 9 năm 2004 bởi James Whitney Young ở Đài thiên văn Núi bàn gần Wrightwood, California.